# Satilatlas britteni
Satilatlas britteni là một loài nhện trong họ Linyphiidae. Chúng được miêu tả năm 1913 bởi Jackson.